# 문산 나들목
문산 나들목(Munsan IC)은 경상남도 진주시 문산읍 소문리에 설치된 남해고속도로의 24번 교차로(나들목)이다. 경기도 파주시 문산읍과는 관계가 없다.
지방도 제1009호선을 통해 문산읍내로 진출할 수 있으며, 진주시내로 연결된 왕복 3차선 도로가 있어, 진주 나들목이 혼잡할 경우 진주 나들목의 기능을 대신하기도 한다. 인근에 경남진주혁신도시, 공군교육사령부, 공군항공과학고등학교가 있다.

## 연혁
- 1973년 11월 14일 : 부산 ~ 순천 고속도로 개통과 함께 진양군 문산면 소문리 위치에서 평면 교차로로 통행 개시[1]
- 1988년 4월 18일 : 입체 나들목 건설을 위해 경상남도 진양군 문산면 삼곡리 ~ 금산면 갈전리 4.4km 구간 도로구역 변경[2]
- 1997년 7월 31일 : 1998년 12월까지 나들목 요금소 설치를 위해 진주시 도시계획시설 교통광장에 문산면 소문리 일원을 문산 나들목으로 고시[3]
- 2012년 3월 29일 : 일부 선형 정리로 인해 진주시 도시계획시설 교통광장 면적 변경[4]

## 구조물 정보
- 위치: 경상남도 진주시 문산읍 소문리
- 영업소: 경상남도 진주시 문산읍 동진로 645

## 접속하는 도로
- 지방도 제1009호선 (월아산로)
- 동진로

## 교통량 정보
| 요금소        | 통행량 (대/일) | 통행량 (대/일) | 통행량 (대/일) | 통행량 (대/일) | 통행량 (대/일) | 통행량 (대/일) | 통행량 (대/일) | 통행량 (대/일) | 통행량 (대/일) | 통행량 (대/일) | 각주  |
| 요금소        | 2001년         | 2002년         | 2003년         | 2004년         | 2005년         | 2006년         | 2007년         | 2008년         | 2009년         | 2010년         | 각주  |
| ------------- | -------------- | -------------- | -------------- | -------------- | -------------- | -------------- | -------------- | -------------- | -------------- | -------------- | ----- |
| 문산 (폐쇄식) | 1,534          | 3,975          | 3,984          | 3,874          | 3,893          | 3,949          | 4,136          | 4,148          | 4,387          | 4,872          | [ 5 ] |
| 요금소        | 2011년         | 2012년         | 2013년         | 2014년         | 2015년         | 2016년         | 2017년         | 2018년         | 2019년         |                | [ 5 ] |
| 문산 (폐쇄식) | 5,275          | 5,533          | 5,786          | 6,114          | 6,376          | 6,593          | 6,388          | 6,271          | 6,271          |                | [ 5 ] |